# Som e Silêncio
Som e Silêncio é o terceiro álbum de estúdio do cantor brasileiro Hélvio Sodré, lançado pela gravadora Sony Music Brasil em março de 2017.
O disco marcou a volta do cantor após anos de hiato e contou com produção musical do próprio cantor e uma musicalidade mais introspectiva e melancólica em comparação ao anterior, Polo (2011). O projeto ainda trouxe as participações dos cantores Marcos Almeida e Paulo César Baruk. A música de trabalho escolhida foi "Astronauta".

## Lançamento e recepção
| Críticas profissionais | Críticas profissionais |
| Avaliações da crítica  | Avaliações da crítica  |
| Fonte                  | Avaliação              |
| ---------------------- | ---------------------- |
| Super Gospel           | [ 4 ]                  |

Som e Silêncio foi lançado em março de 2017 pela gravadora Sony Music Brasil. O projeto recebeu uma avaliação favorável da mídia especializada. Em texto assinado por Gleison Gomes publicado no portal Super Gospel, o álbum foi classificado como "mais coeso e coerente e que marca um direcionamento artístico que calhou bem ao artista baiano".
Em 2019, foi eleito pelo Super Gospel o 45º melhor álbum da década de 2010.

## Faixas
Todas as composições são de Hélvio Sodré.
1. "Minha Oração"
2. "Astronauta"
3. "Guardião"
4. "Habacuque 3"
5. "Evo"
6. "70x7"
7. "Paraíso"
8. "Cadê"
9. "Simples Mortais"
10. "Redenção"